# Melanoselinum hirtum
Melanoselinum hirtum är en flockblommig växtart som först beskrevs av Franz Schmidt och fick sitt nu gällande namn av Auguste Jean Baptiste Chevalier. 
Melanoselinum hirtum ingår i släktet Melanoselinum och familjen flockblommiga växter. Inga underarter finns listade i Catalogue of Life.